# Bucha (Kaiserpfalz)
Bucha ist ein Ortsteil der Gemeinde Kaiserpfalz im Burgenlandkreis in Sachsen-Anhalt.

## Lage
Bucha liegt zwischen Erfurt und Halle (Saale) und an zwei Landesstraßen. Die Landesstraße 1215 führt in das nördliche Memleben und die Landesstraße 214 zur nordwestlichen Stadt Roßleben-Wiehe, Ortsteil Wiehe. Die hügelige Umgebung dient meist dem Ackerbau.

## Geschichte

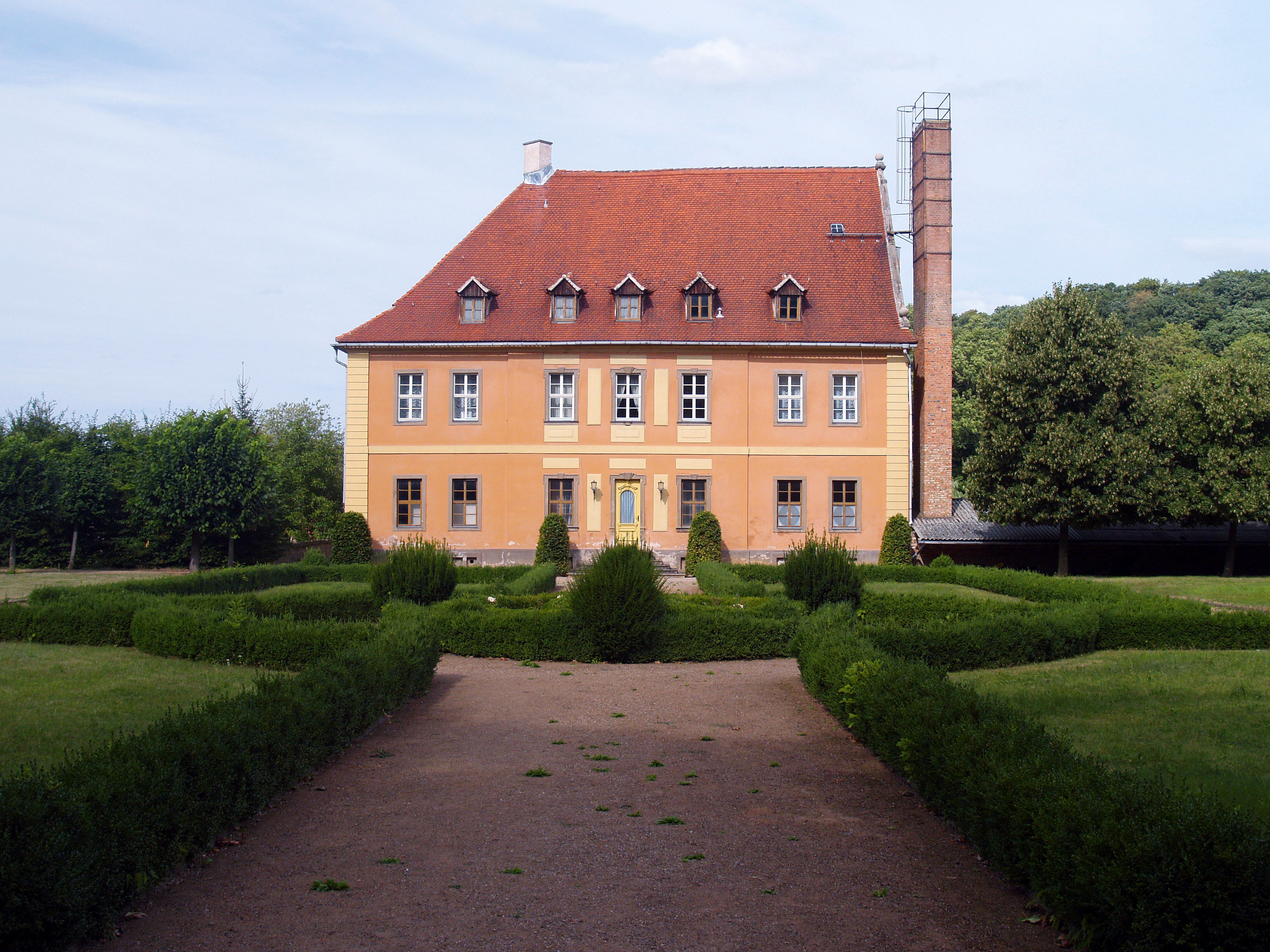
Parkansicht des Buchaer Herrenhauses

Das erstmals am 8. März 1154 urkundlich erwähnte Bucha ist wahrscheinlich in der fränkischen Siedlungsperiode (6. bis 9. Jahrhundert) entstanden. Der Ort war Sitz der Grafschaft Buch. Die Grafen von Buch hatten hier eine Burg und eine Gerichtsstätte. Ein altritterliches, erloschenes Geschlecht, die „von Buch“ stammen vermutlich aus dem Ort. Von 1614 bis 1945 gehörte das Gut der Familie von Breitenbauch, teils auch von Breitenbuch geschrieben. Einer der letzten Gutsbesitzer war der Reserveoffizier Rumolt von Breitenbuch (1915–1944).
Im Mai 2004 wurde das 850-jährige Bestehen des Ortes feierlich begangen.
Am 1. Juli 2009 wurde Bucha in die neue Gemeinde Kaiserpfalz eingegliedert. Der letzte Bürgermeister war Jörg Thiele.

## Kultur und Sehenswürdigkeiten

### Bauwerke

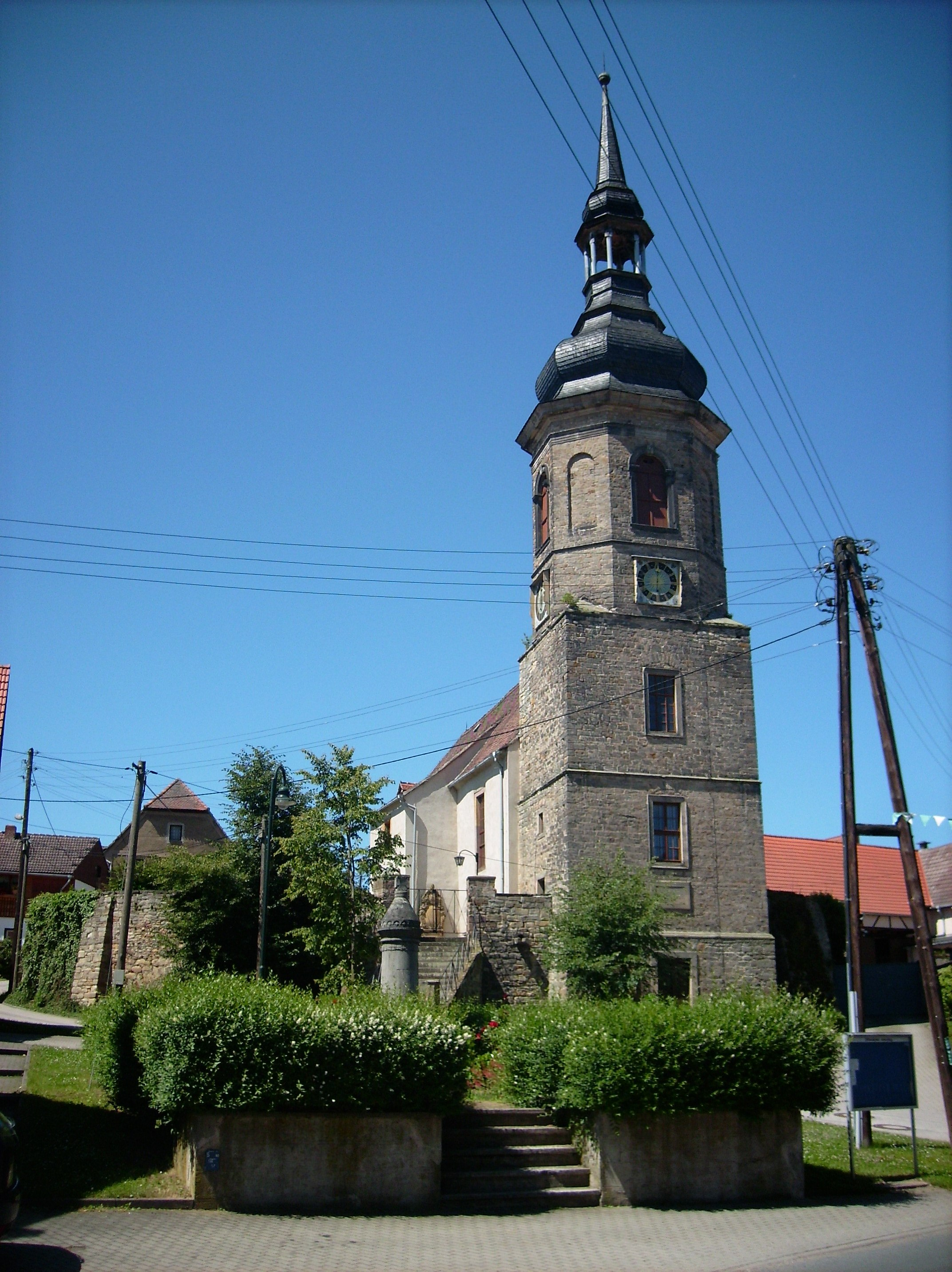
Dorfkirche Bucha

- Dorfkirche mit einer Ein-Zeiger-Uhr aus dem Jahr 1690
- Kriegerdenkmal auf dem Kirchplatz
- Barockes Schloss Bucha

### Vereine
Das kulturelle Leben von Bucha wird u. a. geprägt vom Burschenverein Bucha e. V.

## Verkehr
Südlich des Ortes verläuft die Bundesstraße 176, die von Weißenfels nach Sömmerda führt.

## Persönlichkeiten
- Christian I. von Buch (ca. 1130–1183), Erzbischof von Mainz und Erzkanzler des Heiligen Römischen Reiches.
- Wolf Koller, Amtmann zu Eckartsberga und letzter männlicher Vertreter des thüringischen Adelsgeschlechts Koller war bis zum Tod zwischen 1568 und 1570 Besitzer des Ritterguts Bucha
- Melchior Heinrich von Breitenbauch (1724–1802), Hofmarschall in Sachsen
- Melchior von Breitenbuch (1874–1940), Rittergutsbesitzer und Verwaltungsbeamter
- Rolf Rienhardt (1903–1975), Jurist

### Ehrenbürger
Erich Röder wurde am 1. April 2006 anlässlich seines 50-jährigen Dienstjubiläums zum Ehrenbürger von Bucha ernannt. Recherchen haben ergeben, dass er in Europa einer der dienstältesten und in Deutschland der dienstälteste Bürgermeister war. Röder wurde erstmals am 1. April 1956 gewählt. Er war noch bis Juli 2008 gewählt, legte aber zum 31. Januar 2007 nach mehr als 50 Dienstjahren sein Amt nieder.